# Jeon Ha-young
Jeon Ha-young (em coreano:  전하영; Daejeon, 18 de agosto de 2001) é uma esgrimista sul-coreana.

## Carreira
Quando era estudante na Daejeon Yongjeon Middle School, começou a esgrima por recomendação de Oh Gwang-hoon, o treinador do clube de esgrima na época. Depois de se formar na Yongjeon Middle School, ela foi para a Daejeon Songchon High School e jogou como membro da seleção juvenil e da seleção júnior durante seus anos de ensino médio. Além disso, em 2018, quando estava no segundo ano do ensino médio, foi selecionada pela primeira vez para a seleção nacional e disputou sua primeira partida adulta pela seleção nacional no torneio Grand Prix realizado em Orleans, França, em novembro.
Nos Jogos Olímpicos de Verão de 2024, em Paris, conquistou a medalha de prata na disputa de sabre por equipes ao lado de Choi Se-bin, Jeon Eun-hye e Yoon Ji-su.